# Ioan Cartu
Ioan Cartu (n. 1820, comuna Băsești, județul Vaslui - d. 11 martie 1875, București) a fost un compozitor, un cantor , un dirijor și un profesor de muzică din România din secolul XIX.

## Formarea
A început studiile muzicale la gimnaziul „Vasilian” din Iași  în perioada 1830-1835 cu D. Paulicek (teorie-solfegiu, canto) și le-a continuat la Academia Mihăileană din capitala Moldovei între 1835-1836 cu Paulo Cervatti (teorie-solfegiu, canto), precum și la Conservatorul Filarmonic-Dramatic din Iași între 1836-1838. Ulterior s-a perfecționat la Paris în perioada 1848-1851.

## Cariera
A fost un animator al mișcării corale, luptând pentru înlocuirea în lăcașurile de cult a cântării psaltice cu muzica polifonică, în limba română. A făcut parte din jurii de învățământ muzical și concursuri școlare. În 1860 a înființat o tipografie muzicală în București. Între anii 1866-1868 a fondat și a fost dirijor la „Societatea Corală Română” din Capitală.
- 1831-1835: cântăreț în Corul de muzică vocală europeană la Academia Vasiliană din Iași
- 1840-1847: profesor la Școala din Doljești
- 1851-1852: profesor la Școala primară din Bârlad
- 1852-1854: profesor la Școala Normală de Fete din Iași
- 1859-1863: profesor de cântări armonico-religioase la Mănăstirea Neamț și din 1860 și la Mănăstirile Agapia și Văratic.
- 1864-1873:

- profesor de teorie-solfegiu (din 1865 și de ansamblu coral) la Conservatorul București și profesor de muzică la Azilul „Elena Doamna” din București, în aceeași perioadă.
- De asemenea, a predat între anii 1867-1870 și la Școala Normală, precum și între 1868-1870 la Școala Macedo-Română, ambele din București.

## Opera
Muzică corală
- Liturghia Sântului Ioan Chrisostomu (1860), aranjată pe trei voci bărbătești..., București, 1865;
- Ridicat-am ochii mei la munți (1865), psalm pentru cor bărbătesc;
- Imnuri și rugăciuni, cântate de elevii Școalei Normale din București (cuprinde: Rugăciune - versuri din Psalmul 20, Rugăciune, Carol Vodă de A. Flechtenmacher - versuri de G. Sion, Simptomele de amorțire de A. Flechtenmacher, Libertatea națională de A. Flechtenmacher, Elisabeta Doamna - versuri de G. Melidon, Drapelul școalei - G. Melidon, Dâmbovița Bucureștilor de J.A. Wachmann - E. Winterhalder, Școala Normală din București - G. Melidon);
- Colecție de rugăciuni, marșuri de evoluțiune și alte cântări pentru tisul Școalelor primarii, București, 1865 (din cuprins: Acum e ora - versuri de S. Yarnav, Rataplam - marș de A. Flechtenmacher - versuri de V.A. Urechia, Împărate ceresc, Tatăl nostru);
- Cât de mărit (1868), pentru cor pe trei voci egale în Supliment la Repertoriul choral religios... de Ioan Bunescu, București, 1886; idem în Carte de muzică bisericească... București, 1902;
- Limba românească (1868), pentru cor pe trei voci egale, versuri de G. Sion, în 25 Cânturi de Gavriil Musicescu, Leipzig, litografiată C.G. Roder, 1898; idem în Cântece pentru pionieri și școlari, București, 1968; idem în Cântece pentru tineret, București, 1972; idem în Culegere de cântece, București, 1974;
- Heruvicul (1869), pentru cor pe trei voci bărbătești, în Carte de musica bisericească... București, 1902.

Muzică vocală
- Doina de la Valea Albă (1854), melodie populară culeasă și aranjată pentru voce și pian, versuri populare, în Calendar pentru români pe anul 1855, Iași, litografia revistei „Albina”.

Lucrări didactice
- 60 Tablouri pentru lectura musicale, elaborate de Eduard Batist, alese și reproduse prin tipar de I.C. Prima serie de 30 tablouri. București, 1868;
- Esercita și Solfege melodice pentru lectura musicale, alese de la diferiți autori, în mod progresiv, și reproduse, prin tipar, pentru usul școalelor noastre naționale ce I.C. București, 1870 (ediția I);
- Esercitii și Solfege melodice pentru lectura musicale..., partea II; a doua edițiune, București, 1870.